# Naturvännernas Internationella Turistförening i Sverige
Naturvännernas Internationella Turistförening i Sverige är en svensk organisation som är medlem av Naturvännerna Internationalen, som är en internationell rörelse med syfte att få människor att turista naturvänligt och vara ute i skog och mark. Den svenska avdelningen har funnits sedan 1945, medan den internationella föreningen har funnits sedan 1895.
Totalt har organisationen 24 medlemsorganisationer, med över 500 000 medlemmar, varav cirka 100 i Sverige.